# Tapirira chimalapana
Tapirira chimalapana är en sumakväxtart som beskrevs av T. Wendt & J.D. Mitchell. Tapirira chimalapana ingår i släktet Tapirira och familjen sumakväxter. Inga underarter finns listade i Catalogue of Life.